# 日上秀之
日上 秀之（ひかみ ひでゆき、1981年 - ）は、日本の小説家。

## 経歴
岩手県宮古市出身。秋田大学工学資源学部卒業。2017年6月、岩手日報社の公募文芸雑誌『北の文学』73号入選作の「あの人を見つけたならば」が『文學界』上半期同人雑誌優秀作に選ばれ、同誌6月号に転載。2018年8月、「新しい子供」で第34回太宰治賞最終候補。同年8月、「はんぷくするもの」で第55回文藝賞を受賞しデビュー。

## 著書

### 単行本
- 『はんぷくするもの』（2018年11月、河出書房新社）
  - 「はんぷくするもの」（『文藝』2018年冬季号）

### 単行本未収録作品
- 「あの人を見つけたならば」（『北の文学』第73号、『文學界』2017年6月号に転載）
- 「僕ら」（『北の文学』第74号）
- 「新しい子供」（筑摩書房『太宰治賞2018』所収）
- 「日々」（『北の文学』第76号）
- 「愛の完成」（『北の文学』第77号）
- 「溺生」（『北の文学』第86号）